# Diageo
Diageo är en brittisk dryckeskoncern som bland annat äger det irländska ölet Guinness.
Guinness gick samman med Grand Metropolitan och bildade Diageo 1997.

## Produkter
- Pimm's
- Kilkenny
- Red Stripe
- Captain Morgan
- Smirnoff
- Johnnie Walker
- Guinness